# Bodo Engling
Bodo Jan Engling (ur. 24 sierpnia 1944 w Wejherowie) – polski polityk i przedsiębiorca, senator III kadencji.

## Życiorys
Absolwent technologii żywności na Akademia Rolniczo-Techniczna w Olsztynie. Kształcił się podyplomowo w zakresie towaroznawstwa w Wyższej Szkole Ekonomicznej w Krakowie (1971), studium doskonalenia wiedzy technicznej przy Akademii Ekonomicznej we Wrocławiu oraz studium organizacji i zarządzania. Zawodowo związany z branżą drobiarską. Początkowo zatrudniony w Gdańskich Zakładach Drobiarskich, później objął stanowisko kierownika kombinatu na Śląsku. Od 1971 pracował w Szczecińskich Zakładach Drobiarskich, początkowo jako kierownik zakładu drobiarskiego w Goleniowie, dochodząc do funkcji dyrektora generalnego. Po przeprowadzeniu prywatyzacji został w 2001 prezesem zarządu spółki prawa handlowego Drobimex. W 2007 objął stanowisko doradcy zarządu koncernu PHW w Niemczech. Zasiadł we władzach Krajowej Rady Drobiarstwa. Działacz Stowarzyszenia Naukowo-Technicznego Inżynierów i Techników Przemysłu Spożywczego.
W 1993 wybrano go na senatora III kadencji z ramienia Sojuszu Lewicy Demokratycznej w województwie szczecińskim. Zrezygnował jednak ze sprawowania mandatu w połowie 1995.
Żonaty z Anną, ma córkę Ritę.

## Odznaczenia i wyróżnienia
W 2000 odznaczony Krzyżem Kawalerskim Orderu Odrodzenia Polski. W 2002 został wyróżniony „Srebrną Szablą” w konkursie „Agrobiznesmen Roku”.